# Gjoko Taneski
Gjoko Taneski (makedonsk: Ѓоко Танески) (født 2. marts 1977) er en makedonsk sanger.

## Eurovision Song Contest 2010
Den 20. februar 2010 vandt Taneski det makedoniske Musik Grand Prix, og skulle dermed repræsentere Makedonien ved Eurovision Song Contest 2010 med sangen "Jas ja imam silata". Men nåede kun til 1. semifinale, og kom dermed ikke i finalen.